# عديل (اسم)
عديل هو اسم عربي يطلق على الذكور غالباً مايستخدم من قبل المسلمين في جنوب آسيا، و هو مرتبط بالأسم عادل والذي يعني العدالة. أما عديل فيعني 
نظير أو المثيل، أو العديل وهوالمتزوج من أخت الزوجة.